# Il était une ville
Il était une ville est un roman de Thomas B. Reverdy, paru le 19 août 2015 aux éditions Flammarion et ayant reçu le prix des Libraires en mai 2016.

## Écriture du roman
Thomas B. Reverdy a découvert en 2009 le livre The Ruins of Detroit, des photographes français Yves Marchand & Romain Meffre : « J'avais l'impression de voir les ruines de notre propre civilisation ». Il a également trouvé « une toile de fond documentée » dans le livre Detroit, an american autopsy, publié en 2013 par Charlie LeDuff, qu'il considère comme le « meilleur document sur Detroit ». En revanche, il ne s'est rendu à Détroit qu'après avoir déjà bien commencé son travail d'écriture : « J'ai préféré fantasmer la ville, d'après des photos, ce qui m'a permis de travailler davantage les personnages et les atmosphères. » Et le roman a été écrit avec la volonté de ne pas se limiter à une lucidité désespérante : « Parce que j'y vis, dans le monde moderne, je me bats tous les jours pour avoir plus envie de sourire que de vomir. [...] C'est la seule dimension morale du roman finalement, de ne pas se contenter de ricaner du désastre. »

## Résumé
À Détroit aux États-Unis, en septembre 2008, la bulle financière des subprimes a éclaté. Après un échec en Chine, Eugène, cadre français d'une multinationale de l'automobile, arrive pour mettre en place la création d'un nouveau modèle, qui doit être construit dans un bâtiment encore debout au milieu de la « Zone », une vaste étendue rasée au cœur de la ville depuis la Catastrophe - la ruine de la ville avec la fermeture des usines automobiles.
Charlie, douze ans, est élevé par sa grand-mère : sa mère est partie. Celle de son ami Gros Bill est toujours là, alcoolique et fermée depuis le départ du père. Avec d'autres jeunes adolescents, les deux amis font les quatre cents coups dans les rues aux maisons vides et délabrées, en évitant les trafiquants plus âgés. Seul dans sa maison d'une de ces rues désertes, le lieutenant Brown accumule les dossiers de disparitions d'enfants : des centaines, que la police de la ville, privée de moyens face aux trafics de toutes sortes, ne cherche même plus à éclaircir, d'autant qu'on ne sait plus qui habite encore la ville avec les départs incessants. Une bêtise plus grosse que les autres, et Charlie et Gros Bill fuguent avec le jeune Strothers dans la « Zone », où l'herbe a repris possession des terrains vagues.
Au milieu de cette « Zone », dans le « Treizième bureau » de l'unique tour encore debout et maintenant vide des autres occupants, Eugène réalise peu à peu que l'Entreprise n'a pas réellement l'intention, ni les moyens, de rouvrir l'usine : le nouveau modèle, s'il doit se faire, se fera ailleurs, en Chine... Lorsque le lieutenant Brown est appelé devant le corps de Gros Bill, abattu par une arme à feu, et qu'il doit disputer aux chiens errants, il concentre son enquête sur la petite bande qui entourait la victime et Charlie, et il va lui aussi s'orienter vers la « Zone », le centre vide du donut qu'est devenue Détroit depuis que les classes moyennes ont migré en périphérie, fuyant un cœur moribond où plus rien ne fonctionne.
La police finit par y trouver une centaine d'enfants disparus, exploités par un trafiquant. Eugène, lui, transforme son dernier rapport à son supérieur « N+1 » en lettre de démission. Mais il restera à Détroit pour le rire de Candice, la serveuse du « Dive in », avec qui il vit une histoire d'amour improbable au milieu de la misère sur laquelle tombe la neige de l'hiver à Détroit.

## Personnages
- Eugène : jeune cadre français muté à Détroit par l'Entreprise pour y mettre en chantier la production de l'Intégral, un nouveau modèle d'automobile.
- Patrick : Américain chargé d'accueillir et de seconder Eugène à Détroit.
- Charlie, Gros Bill, Bo, Richie, Strothers : petite bande de jeunes adolescents de Détroit.
- Georgia : grand-mère de Charlie.
- Le lieutenant de police Brown : chargé des dossiers de disparitions au commissariat de Détroit.
- Le lieutenant Watts, jeune collègue de Brown.
- Max Roberts : dealer en fuite après un scandale politique municipal.
- Candice, barmaid du soir au « Dive in ».

## Structure
Le roman est construit en quarante courts chapitres, non numérotés mais titrés : chacun s'attache à un des personnages principaux (Eugène, Charlie, Brown, Candice, Georgia) que le chapitre suivant abandonne pour un autre protagoniste. « On avance à pas comptés » dans un paysage qui se construit par touches et dans une histoire dont les éléments convergent peu à peu : « ce sont les ruines de notre propre civilisation que le roman invite à contempler, de la même manière que l'on déambule, fasciné, sur l'Acropole d'Athènes. » Pour autant, la fin n'est pas désespérée : une naissance est annoncée. « La vie, malgré tout, reprend ses droits. »

## Éditions
- Éditions Flammarion, 2015  (ISBN 978-2081348219).
- J'ai lu, 2016,  (ISBN 978-2290123447).